# Sebastián Méndez
Sebastián Ariel „Gallego” Méndez Pardiñas (ur. 4 lipca 1977 w Buenos Aires) – argentyński piłkarz pochodzenia hiszpańskiego występujący na pozycji środkowego obrońcy, reprezentant Argentyny, trener piłkarski.
Jego rodzice pochodzą z Galicji.